# 1947 في الكويت
تحتوي هذه المقالة على أهم الأحداث التي شهدتها الكويت في 1947، إضافة إلى أهم الشخصيات الكويت التي وُلدت أو تُوفيت في هذه السنة.

## السياسة

### الحكم
- أمير الدولة: جابر الأحمد الصباح
- رئيس الوزراء وولي العهد: سعد العبد الله السالم الصباح

## أحداث
- استخدام إدارة المعارف لأول مطبعة.[1]

## مواليد
- 18 مارس – أحمد الطرابلسي --– حارس كرة قدم كويتي سابق من أصل لبناني، وضابط عسكري في الجيش الكويتي مُتقاعد، وقارئ للقرآن الكريم، اشتهر الطرابلسي بحراسة مرمى منتخب الكويت لكرة القدم خلال عقد السبعينيات ولقب بالحارس الأمين ولم يُسجل في مرماه أي هدف خلال بطولة بطولة كأس الخليج العربي لعام 1974. اعتزل الملاعب عام 1983 إلا أنه استمر بالعمل كمدرب لحراس المرمى حتى عام 1995.
- جواد عاشور –  لاعب وحكم كرة قدم دولي كويتي سابق، وهو والد الإعلامية الكويتية منيرة عاشور. في أبريل 2019 خضع إلى عملية جراحية لإزالة أورام سرطانية في العاصمة البريطانية لندن، قبل أن يعود إلى بلاده الكويت، غير أن حالته تدهورت أخيراً ما استلزم إدخاله المستشفى ليتم إعلان وفاته ظهر يوم الخميس 22 يوليو 2021.[2]
- حصة الرفاعي
- حمد الجوعان
- خليل إسماعيل
- طيبة الفرج
- عبد الإمام عبد الله
- عبد الرحمن السميط
- عبد الله يوسف الغنيم
- علي البغلي
- فهد أحمد الأمير
- محمد الخليفة
- محمد مبارك الصوري
- معصومة المبارك
- ناصر صرخوه